# رايموند أبوت
رايموند أبوت (بالإنجليزية: Raymond Abbott)‏ (ولد في 21 أبريل 1942) هو روائي أمريكي.

## السيرة الشخصية
ولد رايموند هربرت أبوت في نيوبريبورت (ماساتشوستس)، 21 أبريل 1942 وهو ابن ميرون إي، عامل سفن، وإيفلين (فولي). تلقى تعليمه في جامعة ماساتشوستس في عام 1965 مع بكالوريوس الدراسات العليا وجامعة كنتاكي، 1967-1968. وهو عضو في نقابة المؤلفين. يقيم حاليا في لويزفيل، كنتاكي.
تطوع أبوت في محمية روسبود الهندية في 1965-1966، ثم مدير تنمية المجتمع في برنامج الإسكان الانتقالي لقبيلة سيوكس في روزبود، 1966-1967. بعد ذلك، أصبح مدرسًا ابتدائيًا في لوست كريك (كنتاكي)، 1967-68 ، تلاه كونه أخصائي اجتماعي لمدينة لويفيل (كنتاكي)، 1967-1968. أصبح بعد ذلك عاملاً اجتماعياً في ماساتشوستس: بيتسفيلد (1969-1970)، ساوث بوستن، 1970-1973، وأخيراً نيوبريبورت (1973-).

## جوائز
- 1979 منحة الصندوق الوطني للفنون
- 1985 جائزة وايتنج

## أعماله
يساهم في مجلة مراجعة أمريكا الشمالية (NAR) وBlue Cloud Quarterly وPhoenix.

### نقد
- أبوت، رايموند (12 يونيو 1988). "المتوحشون وقبيلة السيوكس". نيويورك تايمز. مؤرشف من الأصل في 2016-03-05.

## اقتباس
«الكثير مما ألهمني... لرواياتي الثلاث الأولى جاء من العيش لعدة سنوات في حجز سيوكس في ساوث داكوتا... اهتمامي هو أن أصبح راوٍ جيد للقصص».

## روابط خارجية
- نبذة عن جوائز وايتنج